# Валері Пекресс
Валері Пекресс (фр. Valérie Pécresse; нар. 14 липня 1967, Неї-сюр-Сен) — французький політик, міністр в уряді Франсуа Фійона з 2007 по 2012 рр., президент ради регіону Іль-де-Франс з 2015 р.

## Життєпис
Коли їй було 15, вона вивчила російську мову в Ялті, в комуністичному молодіжному літньому таборі.
Закінчила Вищу школу комерції в Парижі і Національну школу адміністрації. 
До 1998 р. працювала аудитором в Державній раді, була радником президента Жака Ширака. Володіє французькою, англійською, російською та японською мовами.
У 2002, 2007 і 2012 рр. отримувала мандат члена Національних зборів від Івліна. У 2004 р. обрана до ради регіону Іль-де-Франс. Пекресс працювала прес-секретарем Союзу за народний рух.
У 2007 р. отримала портфель міністра вищої освіти і науки, залишилася на цій посаді і після перестановки в уряді у 2010 р. У 2011 р. призначена міністром бюджету і прес-секретарем уряду. Залишила уряд у 2012 р.
У грудні 2015 р. здобула перемогу у другому турі виборів на посаду президента ради регіону Іль-де-Франс як правоцентристський кандидат (партія «Республіканці»).